# Halfway Around the World
«Halfway Around the World» — второй сингл с альбома «Teen Spirit» шведской группы A*Teens.

## История
Сингл вышел в марте 2001 года, вскоре после релиза альбома. Он был не слишком успешен в чартах, однако в Швеции всё же стал «золотым». На второй стороне сингла была записана композиция «Can’t Stop the Pop», присутствовавшая только в японской версии альбома «Teen Spirit».
В Великобритании «Halfway Around the World» был выпущен гораздо позднее, чем в Европе (что являлось обычным для всех британских релизов группы), показал слабый результат в хит-параде и в итоге оказался последним синглом A*Teens в этой стране.
Видеоклип на песню был снят во второй половине февраля 2001 года (режиссёр — Микаэль "Mikeadelica" Густавссон), его премьера состоялась 6 марта. По числу людей, участвовавших в съёмках, это был самый большой клип A*Teens на тот момент. Как и сама песня, он подчёркивал «международный» имидж коллектива, в разное время имевшего популярность в таких географически удалённых друг от друга странах, как Польша, Чили и Таиланд. В клипе участники группы перемещаются по четырём регионам мира (Латинская Америка, Европа, северный регион и Азия), затем оказывается, что всё действие происходит на одной и той же съёмочной площадке; параллельно с этим показан роман между двумя членами съёмочной группы.

## Список композиций
Европейский макси-сингл
1. Halfway Around The World — 3:40
2. Halfway Around The World (Earthbound’s Halfway Around The Earth Mix Long) — 6:20
3. Halfway Around The World (M12 Massive Club Mix) — 6:57
4. Видеоклип «Upside Down»

## Хит-парады
| Страна         | Позиция |
| -------------- | ------- |
| Аргентина      | 17      |
| Великобритания | 30      |
| Германия       | 51      |
| Швейцария      | 73      |
| Швеция         | 7       |